# Jaume Malatesta de Roncofreddo
Jaume Malatesta de Roncofreddo (Montecodruzzo, 1530 - Roma, 31 de març de 1600) fou fill de Leònida Malatesta de Montecodruzzo. Fou patge de Ferrante Gonzaga el 1541, capità de l'exèrcit privat dels Colonna del 1549 al 1551, capità de l'exèrcit papal del 1551 al 1552 i del 1556 al 1557, capità de l'exèrcit imperial el 1552, governador de Piombino pel duc de Florència l'octubre del 1554, i capità a l'exèrcit francès el 1557. El 1552 es va casar amb Cleòpatra Zampeschi, senyora de Roncofreddo i Montiano, filla d'Antonello Zampeschi, senyor sobirà i vicari pontifici de Forlimpopoli. Fou senyor de Roncofreddo, Montiano i Coccorano el 1557. Capità de l'exèrcit papal del 1559 al 1561 i coronel a l'exèrcit venecià el 1561, essent governador venecià de Cipro l'abril del 1563 fins al 1564. Fou governador pontifici de les Marques el juliol de 1568 i fins al 1570 i coronel de l'exèrcit del Papa el 1569. L'abril de 1560 es va casar amb Medea Ferretti, filla d'Angelo Ferretti, comte de Castelferretto. Fou fet marques de Roncofreddo i Montiano i comte de Ciola Araldi i comte de Coccorano pel Papa el 15 de desembre de 1570. El 1571 fou governador general venecià d'Albània fins al 1572, governador venecià de Bèrgam del juliol de 1573 al gener del 1574. El 1587 va heretar del seu pare el comtat de Montecodruzzo i les senyories de Gaggio, Villalta, Serra, Tornano i Ciola Araldi. Fou governador venecià de Pàdua el 1593, i capità general de Venècia el 1594. El 1600 va rebre la meitat del comtat de Pondo per cessió de Semproni Malatesta de Sogliano. Va deixar cinc fills: Maria Leònida (morta el 1603), Victòria, Carlo Felice Malatesta de Roncofreddo, Paolo (mort essent infant) i Laura Minerva (morta el 1600)